# Tambulig
Tambulig est une localité de la province du Zamboanga du Sud, aux Philippines. En 2015, elle compte 36 160 habitants.